# Huatan
Huatan (chinesisch 花壇鄉, Pinyin Huātán Xiang, Pe̍h-ōe-jī Hue-tuânn-hiong) ist eine Landgemeinde (鄉,  Xiang) im Landkreis Changhua der Republik China auf Taiwan.

## Lage
Huatan liegt im Nordosten des Landkreises Changhua und der Changhua-Ebene. Im Osten umfasst das Gemeindegebiet die Ausläufer der Baguashan-Bergkette (八卦山山脈), eines langgestreckten Mittelgebirges, das sich im Osten des Landkreises Changhua in Nord-Süd-Richtung erstreckt. Das Gemeindegebiet hat eine maximale Ost-West-Ausdehnung von ungefähr 7,3 km und eine maximale Nord-Süd-Ausdehnung von etwa 5,6 km. Die benachbarten Gemeinden sind die Kreishauptstadt Changhua im Norden, Fenyuan im Osten, Dacun im Süden und Xiushui im Westen.

## Geschichte
Die ersten han-chinesischen Siedler kamen zur Zeit der Herrschaft Zheng Chenggongs in die Gegend, als hier Siedlungen von Bauernsoldaten gegründet wurden. Nach der Inbesitznahme Taiwans durch das Kaiserreich China der Qing-Dynastie 1682 gehörte Huatan zum Landkreis Zhuluo. Ab dem Jahr 1723 gehörte Huatan zum neu eingerichteten Landkreis Changhua. Der ältere Name des Ortes lautete 茄苳腳 (Minnan Ka-tang-kha), nach einem imposanten Baum der Art Bischofia javanica (茄苳), der südlich des Ortes wuchs. Während der japanischen Herrschaft über Taiwan (1895–1945) wurde die Schreibweise des Ortsnamens in 花壇 geändert, das Japanisch ähnlich ausgesprochen wird wie Minnan 茄苳 und die Bedeutung „Garten(beet)“ hat. Nach der Übernahme Taiwans durch die Republik China im Jahr 1945 wurde die neue Schreibweise beibehalten. In der Republik China war Huatan zunächst eine Landgemeinde (鄉,  Xiang) im Landkreis Taichung und ab 1950 im wieder neu gegründeten Landkreis Changhua.

## Bevölkerung
Ende 2019 lebten 567 Angehörige indigener Völker in Huatan, entsprechend einem Bevölkerungsanteil von 1,2 %.
| Gliederung von Huatan |
|                       |

## Verwaltungsgliederung
Huatan ist in 18 Dörfer (村,  Cūn) unterteilt.
1 Beikou (北口村)

2 Zhongkou (中口村)

3 Lunya (崙雅村)

4 Liucuo (劉厝村)

5 Huatan (花壇村)

6 Nankou (南口村)

7 Wende (文德村)

8 Baisha (白沙村)

9 Yanzhu (岩竹村)

10 Changsha (長沙村)

11 Qiaotou (橋頭村)

12 Jindun (金墩村)

13 Zhongzhuang (中庄村)

14 Wanya (灣雅村)

15 Wandong (灣東村)

16 Sanchun (三春村)

17 Yongchun (永春村)

18 Changchun (長春村)

## Wirtschaft
Huatan ist landwirtschaftlich geprägt. Örtliche Spezialitäten der Landwirtschaft sind (mit Erntezeiten und Dörfern) Mangos (Juli; Changsha), Jasminblüten (April bis November; Changchun, Sanchun, Yongchun, Wandong, Wanya), Pampelmusen (um das Mondfest herum; Yanzhu), Litschis (Juni bis Juli; entlang der Ausläufer des Baguashan), Sternfrucht (September bis Dezember; Wandong), Xishi-Pampelmusen (Oktober bis Dezember; Yanzhu, Wanya) und Bambussprossen (März bis Oktober; Yanzhu, Baisha, Changsha). In früherer Zeit war die Ziegelherstellung von Bedeutung.

## Verkehr
Ganz im Nordwesten wird Huatan von der Nationalstraße 1 (Autobahn), die einen Nord-Süd-Verlauf nimmt, gestreift. Weitere Nord-Süd-Verbindungen sind die Provinzstraße 1 durch den Westteil Huatans, die Kreisstraße 127 und die Kreisstraße 139, die den östlichen Rand von Huatan bildet. Wichtigste Ost-West-Verbindung ist die Provinzstraße 74A (74甲), die von der Nationalstraße 1 abzweigt und nach Nordosten führt. Westlich der Provinzstraße 1 und parallel zu dieser verläuft die Längslinie (縱貫線) der Taiwanischen Eisenbahn. Es gibt einen Haltebahnhof.

## Besonderheiten
Der Hushanyan (虎山巖 – „Tigerberg-Felsen“, ) im Dorf Yanzhu ist ein überregional bekannter buddhistischer Tempel, in dem Guanyin verehrt wird. Er geht auf einen Tempel aus dem Jahr 1731, zur Zeit Yongzhengs zurück. Ein weiterer Tempel ist der Baishakeng-Wende-Tempel (白沙坑文德宮, ) im Dorf Baisha, ein Tempel des Ortsgottes Tudigong und anderer Gottheiten. Der Tempel wurde während der Herrschaft Qianlongs begründet und seither vielfach umgebaut, zuletzt im Jahr 1969. Im Dorf Qiaotou befindet sich der Bagua-Ofen (八卦窯, ), ein Hoffmannscher Ringofen (霍夫曼窯,  Huòfūmàn yáo), der früher zum Brennen von Ziegeln verwendet wurde und der jetzt ein Industriedenkmal ist.

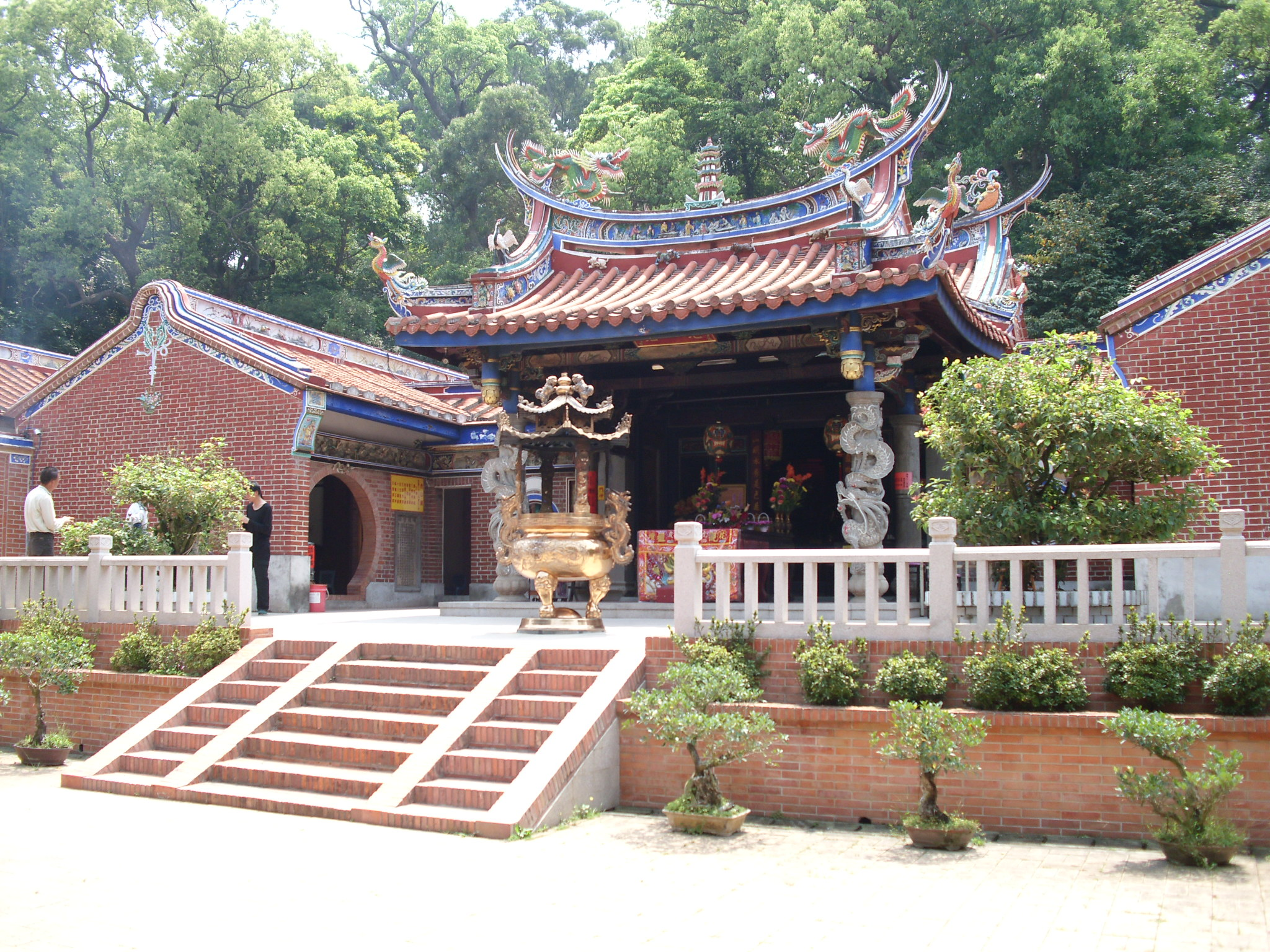
Hushanyan
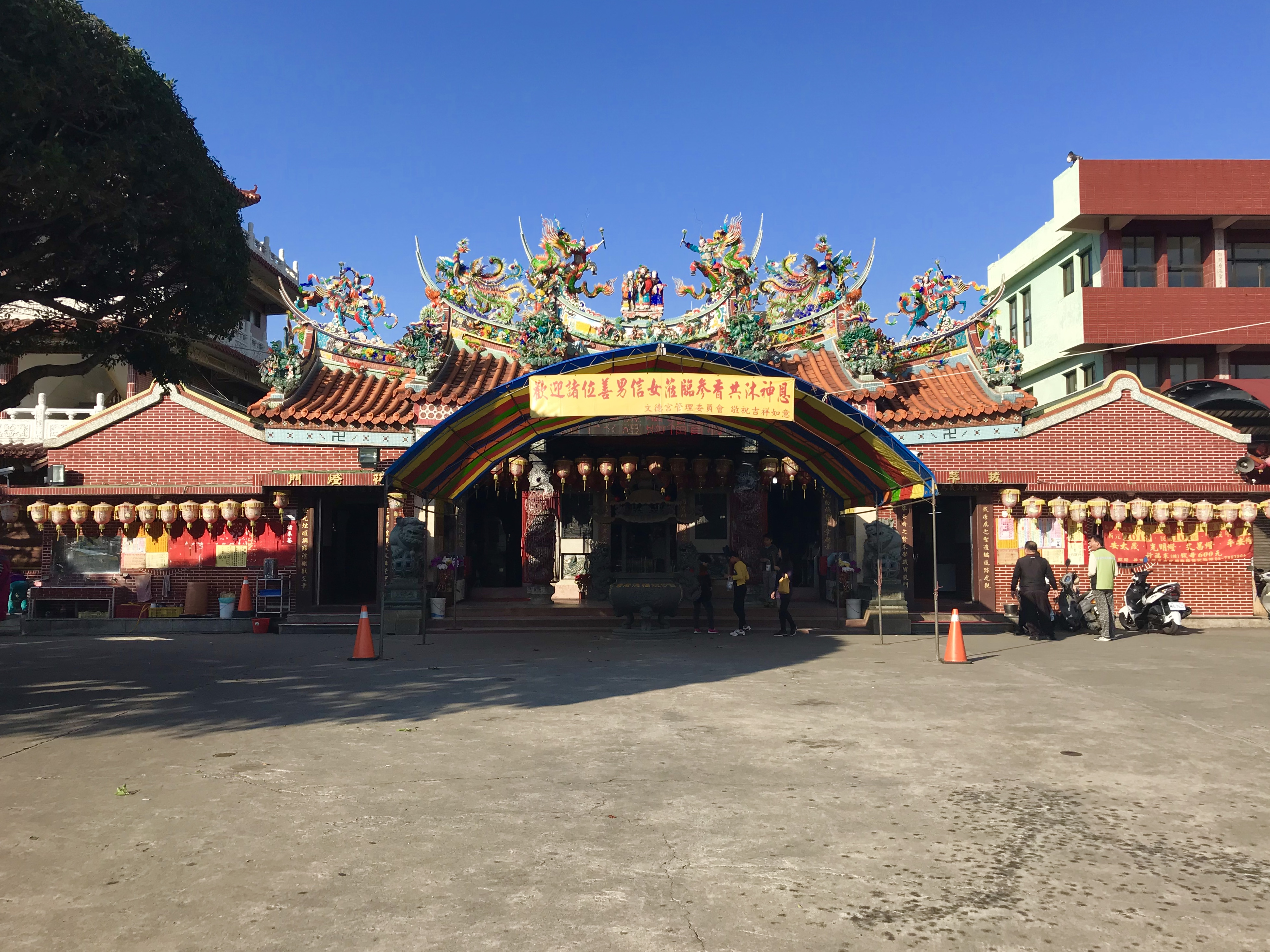
Baishakeng-Wende-Tempel
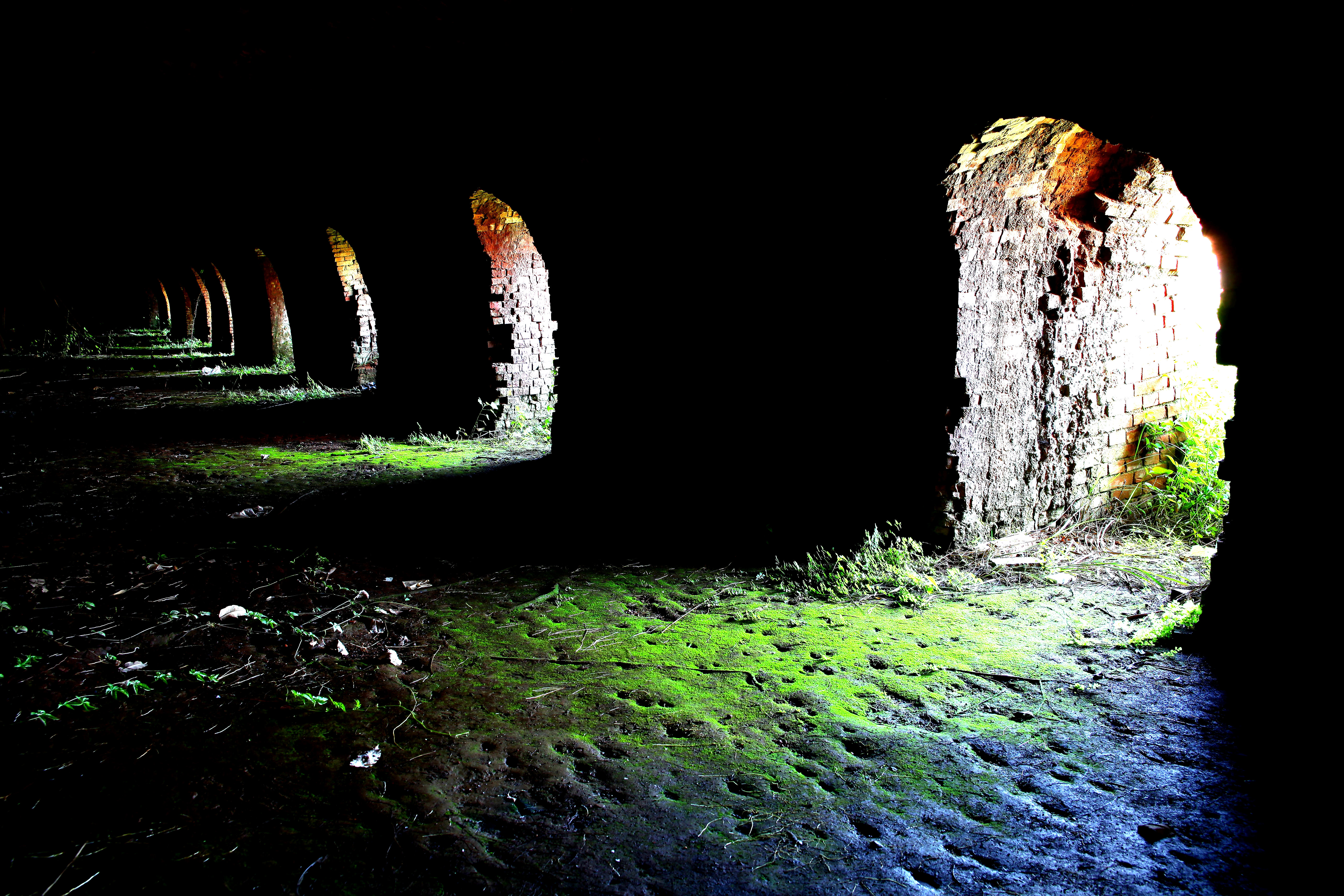
Im Inneren des Bagua-Ofens